# Slag bij Heaton's Crossroads
De Slag bij Heaton's Crossroads vond plaats op  16 juli 1864 in Loudoun County (Virginia) als deel van de veldtochten in de Shenandoahvallei van 1864 tijdens de Amerikaanse Burgeroorlog. Deze slag is ook gekend als de Purcellville Wagon Raid.

## Achtergrond
Na de Slag om Fort Stevens op 12 juli 1864 bij Washington besliste de Zuidelijke luitenant-generaal Jubal A. Early om zijn leger terug te trekken over de Potomav naar Virginia en de Shenandoahvallei. De Zuidelijken trokken zich terug via de Georgetown Pike naar Poolsville, Maryland. Op 14 juli staken ze de rivier over bij Conrad’s Ferry en sloegen hun kamp op net ten noorden van Leesburg, Virginia.
Bijna een volledige dag nadat de Zuidelijken waren vertrokken, zetten Noordelijke eenheden onder leiding van generaal-majoor Horatio Wright de achtervolging in. Hij had het volledige VI Corps, een deel van het XIX Corps en enkele divisies met nieuwe rekruten onder zijn bevel. Op 15 juli arriveerde Wright in Poolsville. Hij kreeg bericht dat het Army of West Virginia in Harpers Ferry aangekomen was.
Een kleine eenheid van infanterie en cavalerie van het Army of West Virginia, onder leiding van brigadegeneraal George Crook was die ochtend in Loudoun County gearriveerd. Er werd een kleine schermutseling uitgevochten met de Zuidelijke cavalerie bij Waterford, Virginia waarna ze zich terugtrokken naar Hillsboro, Virginia. Wright had Early in een tang. Hij stak de Potomac over en zou samen met Crooks eenheden de vijand in een tangbeweging nemen. Wright kon echter Crook moeilijk bereiken omdat de telegraaflijnen naar Harpers Ferry waren doorgesneden door het 43rd Battalion Virginia Cavalry van John S. Mosby.

## De slag
In de ochtend van 16 juli brak Early zijn kamp op bij Leesburg en vertrok met zijn leger naar Snickers Gap. Zijn hoofdmacht en bagagetrein gebruikten de route langs de Loudounvallei. De Zuidelijke cavalerie, onder leiding van brigadegeneraal Bradley T. Johnson, kreeg het bevel om via een noordelijker route Early’s rechterflank te beschermen. Brigadegeneraal John McCausland diende met een cavalerie-eenheid de krijgsgevangenen en buitgemaakt vee via de zuidelijke route naar Ashby’s Gap te marcheren. De achterhoede werd gevormd door de eenheden van Robert E. Rodes en Stephen Dodson Ramseur.
Later die ochtend stak een kleine eenheid onder leiding van generaal-majoor Edward Ord (van Wrights legermacht) de rivier over bij Edwards Ferry. Er vond een schermutseling plaats met de cavalerie van Rodes en Ramseur. Deze trokken zich al snel terug. Wright arriveerde pas in Leesburg tegen het einde van de dag. Opnieuw vond een schermutseling plaats met de Zuidelijke cavalerie. Terwijl Wright de rivier overstak, stuurde generaal Duffié verschillende patrouilles eropuit om de Zuidelijke colonnes te lokaliseren. Eén patrouille botste op Zuidelijke cavalerie bij Purcelville en verjoegen hen richting de Zuidelijke hoofdmacht. Zo botsten de Noordelijken op de Zuidelijke bagagetrein. Ze reden onmiddellijk terug om dit te rapporteren aan hun oversten.
Terwijl de Zuidelijken zich een weg baanden door de vallei van de Loudounvallei, stopte Johnsons cavalerie bij Waterford om de paarden drinken te geven. Johnson ging ervan uit dat de hoofdmacht ondertussen veilig was en dus niet in onmiddellijk gevaar verkeerde. Rond de middag waren de Noordelijken op de hoogte van waar de Zuidelijke bagagetrein zich bevond en ook de Zuidelijke aanwezigheid bij Waterford. Crook stuurde de 15th New York Cavalery, aangevoerd door kolonel George Wells naar Waterford om het op te nemen tegen Johnson en de 21st New York en 1st West Virginia Light Cavalry onder leiding van kolonel William B. Tibbits naar de vijandelijke bagagetrein. Wells verjoeg de achterhoede van Johnsons cavalerie uit Wateford.
Ondertussen naderde Tibbits Heaton’s Crossroads via de Berlin Pike en stelde tot zijn vreugde vast dat de Zuidelijke bagagetrein vrijwel onbeschermd was. Tibbits liet een kleine eenheid achter die moest wachten op een signaal van de artillerie om in actie te komen. Hijzelf en de rest van zijn cavaleristen trok 1,5 km verder. Op een heuvelrug stelde hij  zijn artillerie en cavalerie op. Om 14.00u ging hij over tot de aanval. Het kleine Zuidelijke infanterie-eenheid vluchtte zonder een schot te lossen. Door de paniek kon Tibbits vrijwel de volledige bagagetrein veroveren.
De aanval werd opgemerkt door de Zuidelijke commandanten. Breckinridge gaf het bevel aan brigadegeneraal Gabriel C. Wharton om zijn infanterie en artillerie op een heuvelrug ten westen van Hillsboro op te stellen samen met de cavalerie van brigadegeneraal Robert Ranson. Toen de Noordelijken de stellingen van Wharton naderden, openden de Zuidelijken het vuur. Ransons cavalerie slaagde erin om in de Noordelijke achterhoede te geraken en zo hun ontsnappingsroute af te snijden. Toen de Noordelijken zagen dat ze omsingeld waren, probeerden ze de karren in brand te steken en daarna te ontsnappen. Ondertussen botste Ramseurs cavalerie op de kleine Noordelijke eenheid die Tibbit achtergelaten had. De Noordelijken werden met gemak verjaagd.
Tegen het einde van de dag arriveerde de laatste eenheden van Early hun bivak bij Berryville. Johnson vormde nu de achterhoede en sloeg zijn tenten op bij Woodgrove ten zuidwesten van Hillsboro. Ondertussen hadden de twee Noordelijke bevelhebbers hun communicatielijn hersteld. Ze zouden aansluitinge zoeken bij Heaton's Crossroads. Duffié kreeg het bevel van Crook om zijn rechterflank te beschermen. De route die Duffié nam leidde hun recht naar Woodgrove. Rond 21.00u werden Johnsons soldaten volledig verrast door het verschijnen van Duffiés cavaleristen.  De meeste van de Zuidelijken lieten hun paarden achter. Enkel de 8th Virginia Cavalry kon een slaglinie vormen en enig verzet bieden zodat hun medestrijders konden ontsnappen.

## Gevolgen
De Noordelijke cavalerie was er toch in geslaagd om 37 karren te veroveren, 43 karren te vernietigen en 54 Zuidelijken gevangen te nemen. Door de communicatieproblemen slaagden de Noordelijke legers er niet in om hun acties te coördineren waardoor de Zuidelijken erin slaagden om te ontsnappen.